# Wirtschaftskammer Niederösterreich
Die Wirtschaftskammer Niederösterreich (WKNÖ) ist eine der neun Landeskammern der österreichischen Wirtschaft und damit die alleinige gesetzliche Interessenvertretung der Wirtschaft im größten österreichischen Bundesland Niederösterreich.

## Mitgliedschaft
Mit Stand 31. Dezember 2013 zählt die öffentlich-rechtliche Körperschaft 117.086 Mitglieder (inklusive Mehrfachmitgliedschaften in verschiedenen Bundesländern), davon sind 90.021 aktive, nicht ruhend gestellte Mitglieder.
| Jahr | Mitglieder WK NÖ (Stand per 31.12.) | davon aktive (ohne ruhende Mitgliedschaften) |
| ---- | ----------------------------------- | -------------------------------------------- |
| 1980 | 40.044                              | 34.672                                       |
| 1985 | 41.796                              | 35.167                                       |
| 1990 | 49.302                              | 39.344                                       |
| 1995 | 57.676                              | 43.380                                       |
| 2000 | 69.678                              | 51.905                                       |
| 2001 | 72.790                              | 54.545                                       |
| 2002 | 75.449                              | 56.431                                       |
| 2003 | 78.722                              | 58.824                                       |
| 2004 | 81.847                              | 61.350                                       |
| 2005 | 84.594                              | 63.672                                       |
| 2006 | 87.057                              | 65.815                                       |
| 2007 | 89.479                              | 68.136                                       |
| 2008 | 95.466                              | 73.473                                       |
| 2009 | 99.626                              | 76.649                                       |
| 2010 | 104.427                             | 80.423                                       |
| 2011 | 108.507                             | 83.404                                       |
| 2012 | 112.955                             | 86.657                                       |
| 2013 | 117.086                             | 90.021                                       |

## Gliederung
Territorial gliedert sich die WKNÖ in eine Zentrale in St. Pölten sowie in 21 Bezirks- und drei Außenstellen, welche neben den Branchenvertretungen die Erstansprechpartner für alle Mitglieder sind. Fachlich unterteilt sich die WKNÖ in sieben Sparten, diese wiederum in 135 Fachorganisationen (Fachgruppen, Innungen, Gremien und Fachvertretungen), welche in Branchenangelegenheiten vertreten und beraten.
| Wirtschaftszweig         | Beschäftigte (Juli 2009) |
| ------------------------ | ------------------------ |
| Gewerbe                  | 124.412                  |
| Handel                   | 90.518                   |
| Industrie                | 76.789                   |
| Verkehr                  | 38.869                   |
| Tourismus                | 34.686                   |
| Information & Consulting | 24.051                   |
| Bank- und Versicherung   | 14.121                   |

## Struktur
Von der Geschäftsstruktur her ist die Wirtschaftskammer Niederösterreich in sechs Bereiche eingeteilt:
WIFI, Rechtsmanagement und Wirtschaftsmanagement fungieren als Service- und Dienstleistungsbereiche nach außen, Präsidial- und Personalmanagement, Finanzmanagement und Controlling sowie das Kommunikationsmanagement nach innen.
Frei gewählte Funktionäre und angestellte Mitarbeiter arbeiten gemeinsam in der Organisation. Die Wirtschaftskammer vertritt die gemeinsamen Interessen ihrer Mitglieder nach außen und wirkt gemeinsam mit den Fachgruppen als Teil der Sozialpartnerschaft beim Abschluss von Kollektivverträgen mit. Zu ihren weiteren Aufgaben zählen die Begutachtung von Gesetzen und Verordnungen, in bestimmten Fällen auch die Durchführung von behördlichen Agenden (Lehrlings- und Meisterprüfungswesen) im so genannten übertragenen, staatlichen Wirkungsbereich. Starke Beratungsthemen der WKNÖ sind Rechts- und Kreditfragen, Technologie- und Innovationsangelegenheiten, Berufsausbildung, Unternehmensgründung sowie Unternehmensnachfolge.
Die WKNÖ betreibt das Wirtschaftsförderungsinstitut (WIFI) und fünf Berufsinformationszentren (BIZ). Zusätzlich ist sie Träger der Höheren Tourismusschule St. Pölten, die ihren Sitz im WIFI St. Pölten hat. 

## Geschichte
Niederösterreich wurde seit 1848 von der Wiener Kammer betreut, seit 1937 setzte sich die Überzeugung durch, dass das größte österreichische Bundesland eine eigene wirtschaftliche Interessenvertretung braucht.
- 1946 findet die konstituierende Versammlung der Handelskammer Niederösterreich unter dem Vorsitz von Präsident Julius Raab statt, Julius Raab wird Präsident der Bundeshandelskammer.
- August Kargl wird Präsident der Handelskammer Niederösterreich.
- 1947 ergehen die "Mitteilungen" erstmals an alle Kammermitglieder, zunächst monatlich, dann wöchentlich.
- 1949 wird als erste Bezirksstelle jene in Gänserndorf eröffnet.
- 1954 wird Theodor Cerny zum Präsidenten gewählt.
- 1971 wird die Tourismusschule St. Pölten als "Fachschule für den Fremdenverkehr" gegründet
- 1972 wird das zentrale Kurs- und Werkstättengebäude des Wirtschaftsförderungsinstitutes der Handelskammer Niederösterreich in St. Pölten eröffnet.
- 1979 wird ein ständiges Berufsinformationszentrum der Kammer in St. Pölten eröffnet.
- 1980 wird Vinzenz Höfinger Präsident der Handelskammer Niederösterreich.
- 1982 verzeichnet die Kammer mit 40.356 Mitgliedern den höchsten Stand seit zehn Jahren.
- 1986 wird Bundesrat Leopold Maderthaner neuer Präsident der Handelskammer Niederösterreich, Vinzenz Höfinger wird Wirtschaftslandesrat.
- 1990 wird Peter Reinbacher neuer Präsident der Handelskammer Niederösterreich, Leopold Maderthaner wird Präsident der Bundeswirtschaftskammer.
- 1993 ändert die Handelskammer ihren Namen auf „Wirtschaftskammer“.
- 1996 befürworten 82,12 Prozent der Mitglieder der WKNÖ die Wirtschaftskammern als gemeinsame gesetzliche Interessenvertretung.
- Von 1999 bis 2020 war Sonja Zwazl WKNÖ-Präsidentin[2]
- Seit 2020 ist Wolfgang Ecker Präsident der WKNÖ[3][4]